# 涂鸦上帝
《涂鸦上帝》是一个解谜类电子游戏。游戏最初于iPhone/iPod Touch平台发布，后来亦陆续开发了flash版、Android版和Windows Phone版。游戏以俄罗斯线上javascript游戏《Alchemygame》为灵感创作。其玩法为玩家在游戏中扮演上帝的角色，用一些基本的元素合成新的物质。最初的元素只有风、火、土、水四种，合成原理有物理上的，如风和岩浆可以得到石头，水和风可以得到蒸汽；也有文字隐喻的，如水和火可以得到酒精。游戏曾登上俄罗斯、阿根廷、新西兰和奥地利付费下载榜第一名，并在23个国家的解谜游戏榜夺冠。